# Hugo Raudsepp

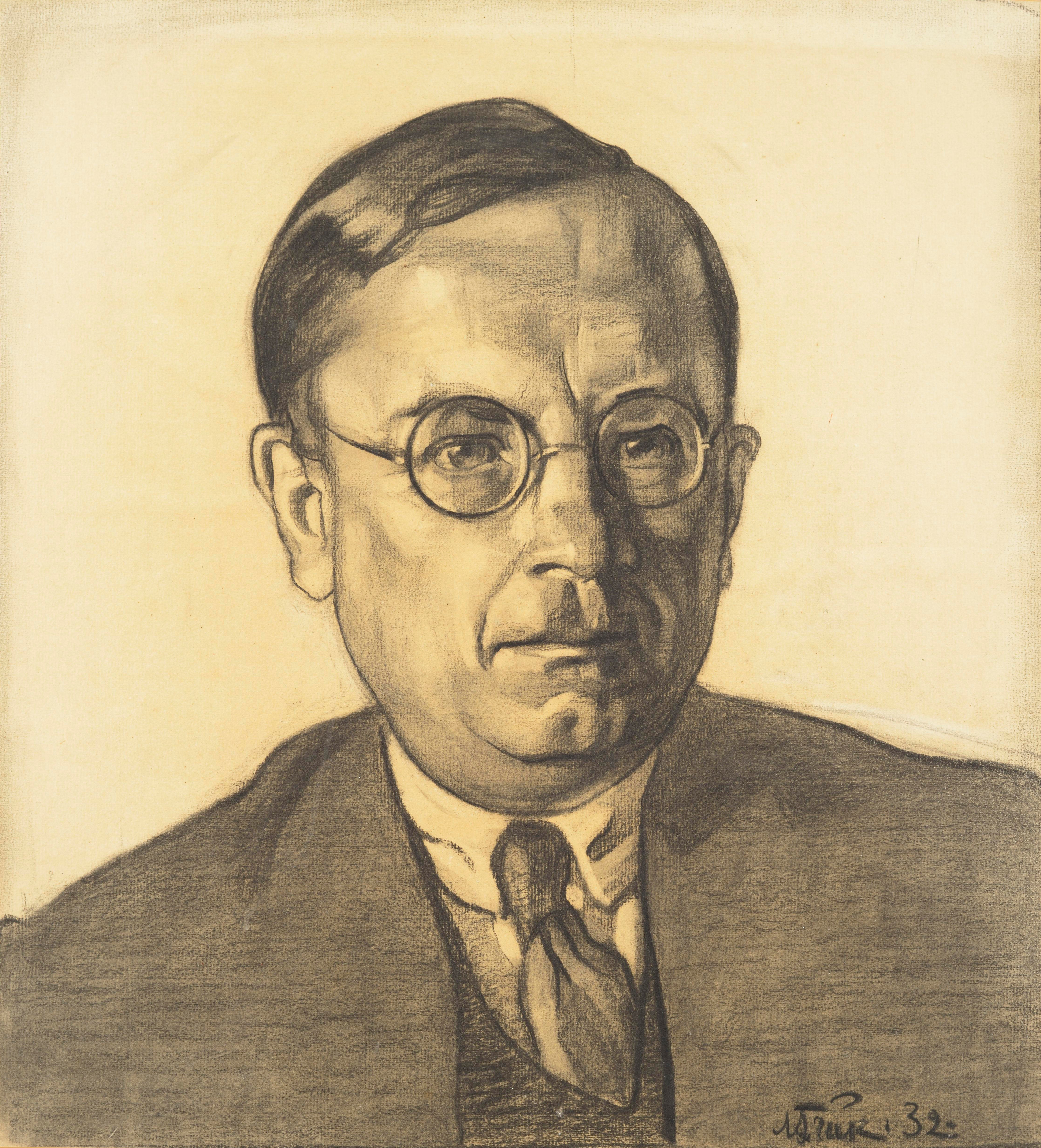
Hugo Raudsepp (N. Triik, 1932)

Hugo Raudsepp (* 28. Junijul. / 10. Juli 1883greg. im Dorf Vaimastvere, damals Kirchspiel Laiuse, Kreis Tartu, Gouvernement Riga (Livland) heute Landgemeinde Jõgeva, Estland; † 15. September 1952 im Arbeitslager OserLag, Oblast Irkutsk) war ein estnischer Schriftsteller und Dramatiker.

## Leben
Viktor Paul Hugo Raudsepp wurde als Sohn eines Schnapsbrenners geboren. Er besuchte zunächst die örtlichen Dorf- und Kirchspielschulen, dann bis 1900 die Stadtschule von Tartu. Anschließend war er als Büroangestellter in Rakke sowie als Kleinunternehmer im Einzelhandel tätig. Seit 1907 arbeitete er als Literaturkritiker, Journalist und Feuilletonist bei verschiedenen Blättern. Eine Theaterreise führte ihn 1913 auch nach Berlin.
Zwischen 1917 und 1920 war er politisch aktiv, unter anderem als stellvertretender Bürgermeister von Viljandi und im Sekretariat der verfassungsgebenden Versammlung Estlands. Danach erlahmte sein politisches Engagement wieder. Von 1920 bis 1924 war Raudsepp Literaturkritiker der Zeitung Vaba Maa. 1924 erkrankte er an Tuberkulose. Ein einjähriger Kuraufenthalt folgte. Anschließend ließ er sich als freischaffender Schriftsteller erst in Elva und ab 1936 in Tartu nieder. Nach dem Ende des Zweiten Weltkriegs lebte Raudsepp in Tallinn.
1950 wurde Raudsepp in der Estnischen SSR wegen seines literarischen Werks zum "nationalistischen Volksfeind" erklärt und 1951 von den sowjetischen Machthabern verhaftet. Wenige Monate später wurde er zu einer zehnjährigen Verbannung nach Sibirien und schwerer Zwangsarbeit verurteilt. Im September 1952 starb er dort bei Bauarbeiten an der Baikal-Amur-Magistrale im Arbeitslager OserLag.

## Literarisches Werk
Hugo Raudsepp debütierte nach dem Ersten Weltkrieg mit seiner Kurzprosa-Anthologie Sidemed ja sõlmed (1919). Er wurde vor allem wegen seiner zwanzig Theaterstücke in Estland bekannt, die zu den beliebtesten seiner Zeit gehörten. Häufig schrieb er unter seinem Pseudonym Milli Mallikas. Raudsepps Bühnenwerk begann mit Demobiliseeritud perekonnaisa 1923. Die Dramen sind durchweg hintersinnige Komödien, die auch politische Probleme mit satirischem Augenzwinkern angehen. Seinen Durchbruch auf der Bühne erzielte Raudsepp mit dem Stück Mikumärdi 1929, das auch in Finnland und in Lettland zum Erfolg wurde. Auch das nachfolgende Theaterstück Vedelvorst (1932) wurde zum Kassenschlager. Seine treffende Schilderung des Dorflebens, oft mit einer gehörigen Portion Erotik, gehören zu wiederkehrenden Elementen seines dramatischen Schaffens.
1941 erschien Hugo Raudsepps einziger Roman Viimne eurooplane, der persönliche Krisen eines Intellektuellen mit Gedanken über den estnischen Kulturbetrieb und die Krise der Welt verbindet.

## Werke (Auswahl)

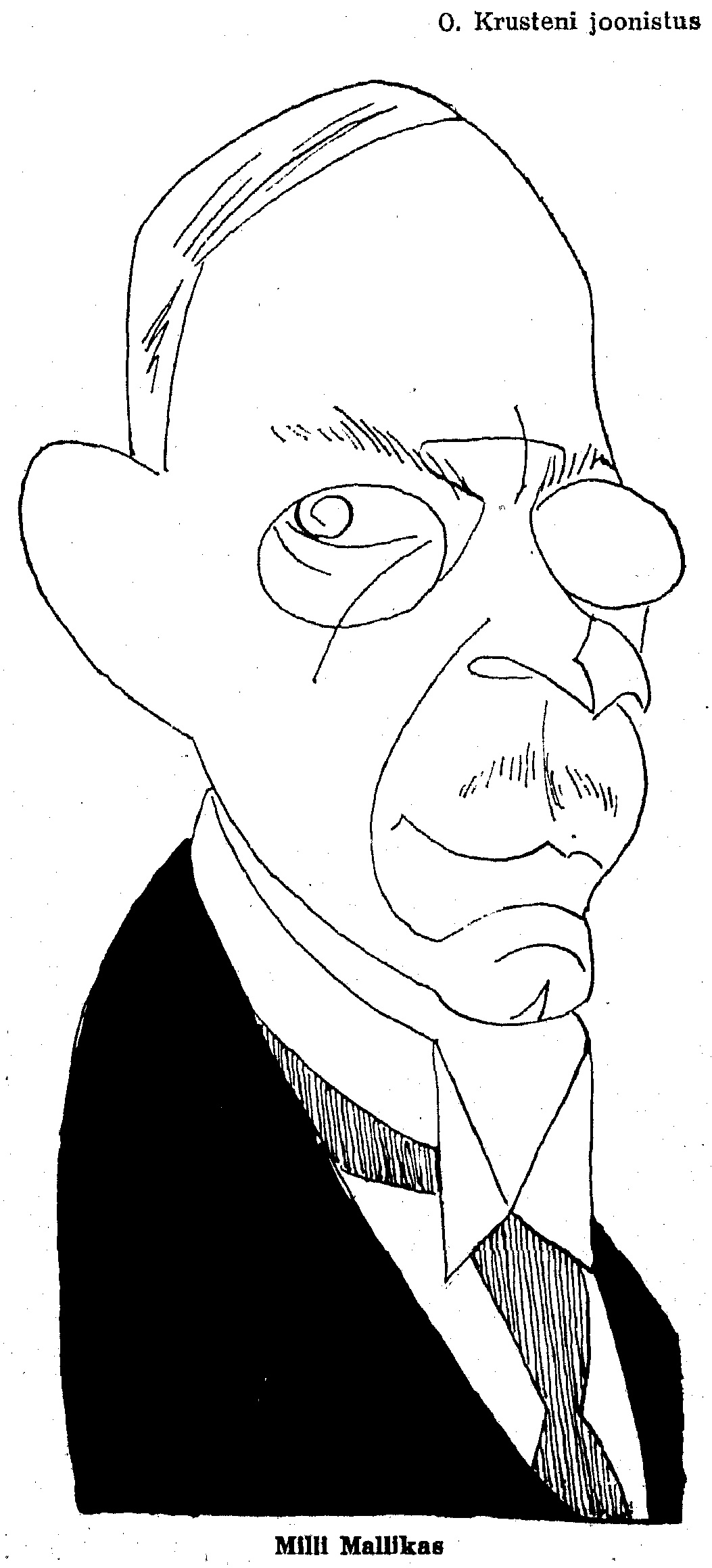

- "Sidemed ja sõlmed" (Kurzprosa, 1919)
- "Imbi" (Roman, 1920)
- "Kirju rida" (Kurzprosa, 1921)
- "Vested" (I-II, 1921 und 1924)
- "Euroopa uuemast kirjandusest" (Literaturwissenschaft, 1921)
- "Ekspressionism" (Literaturwissenschaft, 1922)
- "Lääne-Euroopa sentimentalism ja haletundeline vool Eesti kirjanduses" (Literaturwissenschaft, 1923)
- "Demobiliseeritud perekonnaisa" (Drama, 1923)
- "Ameerika Kristus" (Drama, 1926)
- "Kikerpilli linnapead" (Drama, 1926)
- "Ristteed" (Novellensammlung, 1926)
- "Sinimandria" (Drama, 1927)
- "Kohtumõistja Simson" (Drama, 1927)
- "Siinai tähistel" (Drama, 1928)
- "Püha Miikaeli selja taga" (Drama, 1928)
- "Mikumärdi" (Drama, 1929)
- "Mait Metsanurk ja tema aeg" (Essayistische Monographie, 1929)
- "Põrunud aru õnnistus" (Drama, 1931)
- "Vedelvorst" (Drama, 1932)
- "Salongis ja kongis" (Drama, 1933)
- "Isand Maikello sisustab oma raamatukappi" (Drama, 1934)
- "Roosad prillid" (Drama, 1934)
- "Jumala veskid" (Erzählungen, 1936)
- "Lipud tormis" (Drama, 1937)
- "Mees, kelle käes on trumbid" (Drama, 1938)
- "Roheline Tarabella" (Drama, 1938)
- "Mustahamba" (Drama, 1939)
- "Kompromiss" (Drama, 1940)
- "Viimne eurooplane" (Roman, 1941)
- "Kivisse raiutud" (Novellensammlung, 1942)
- "Rotid" (Drama, 1946)
- "Tagatipu Tiisenoosen" (Drama, 1946)
- "Minu esimesed kodud. Mälestused I" (Erinnerungen, 1947)
- "Tillereinu peremehed" (Drama, 1948)
- "Küpsuseksam" (Drama, 1949)
- "Lasteaed" (Drama, 1949)
- "Vaheliku vapustused" (Schauspiel, postum 2003)